# Minekaze (tàu khu trục Nhật)
Minekaze (tiếng Nhật: 峯風) là chiếc dẫn đầu của lớp tàu khu trục Minekaze được chế tạo cho Hải quân Đế quốc Nhật Bản ngay sau khi kết thúc Chiến tranh Thế giới thứ nhất. Chúng là những tàu khu trục hàng đầu của Hải quân Nhật trong những năm 1930, nhưng đã bị xem là lạc hậu vào lúc nổ ra Chiến tranh Thái Bình Dương. Minekaze hầu như chỉ đảm trách vai trò tuần tra và hộ tống các đoàn tàu vận tải trong Chiến tranh Thế giới thứ hai, cho đến khi bị tàu ngầm Mỹ USS Pogy phát hiện và đánh chìm ở phía Đông Nam Đài Loan vào ngày 10 tháng 2 năm 1944.

## Thiết kế và chế tạo
Việc chế tạo lớp tàu khu trục kích thước lớn Minekaze được chấp thuận như một phần trong Chương trình Hạm đội 8-4 của Hải quân Đế quốc Nhật Bản trong giai đoạn năm tài chính 1917-1920, kèm theo lớp Momi cỡ trung vốn chia sẻ nhiều đặc tính thiết kế chung. Được trang bị động cơ mạnh mẽ, những con tàu này có tốc độ cao và được dự định hoạt động như những tàu hộ tống cho những chiếc tàu chiến-tuần dương thuộc lớp Amagi mà cuối cùng đã không được chế tạo.
Minekaze, chiếc dẫn đầu của lớp tàu này, được đóng tại Xưởng hải quân Maizuru. Nó được đặt lườn vào ngày 20 tháng 4 năm 1918; được hạ thủy vào ngày 8 tháng 2 năm 1919; và được đưa ra hoạt động vào ngày 29 tháng 5 năm 1920.

## Lịch sử hoạt động
Sau khi hoàn tất, Minekaze được tập hợp cùng với các con tàu chị em Sawakaze, Okikaze và Yakaze tại Quân khu Hải quân Sasebo để hình thành nên Hải đội Khu trục 2 trực thuộc Hạm đội 2 Hải quân Đế quốc Nhật Bản. Trong những năm 1930-1932, Hải đội Khu trục 2 được chuyển sang Không Hạm đội 1 Hải quân Đế quốc Nhật Bản trong thành phần hộ tống cho tàu sân bay Akagi, để trợ giúp vào việc tìm kiếm và giải cứu những máy bay lâm nạn.
Vào lúc xảy ra Sự kiện Thượng Hải năm 1932, Minekaze tham gia tuần tra dọc theo sông Dương Tử tại Trung Quốc. Trong những năm 1937-1938, Minekaze được phân công tuần tra tại khu vực bờ biển Bắc và Đông Trung Quốc hỗ trợ các nỗ lực của Nhật Bản trong cuộc Chiến tranh Trung-Nhật.
Vào lúc xảy ra cuộc tấn công Trân Châu Cảng, Minekaze đặt căn cứ tại Chinkai thuộc Triều Tiên, đảm nhiệm vai trò tuần tra tại eo biển Tsushima và dọc theo bờ biển của quần đảo Kurile.
Từ tháng 4 năm 1942, Minekaze được điều về Quân khu Hải quân Sasebo đảm trách vai trò tuần tra và hộ tống đoàn tàu vận tải. Vào cuối tháng 9, nó hộ tống các đoàn tàu vận tải đi đến Saipan, Truk và Rabaul, và từ cuối tháng 11 năm 1942 đến tháng 2 năm 1944 nó được phân công tuần tra hộ tống tại biển Đông Trung Quốc. Ngày 1 tháng 2 năm 1944, Minekaze được điều sang Hải đội Hộ tống Tàu nổi 1 thuộc Bộ Chỉ huy Hộ tống. Bốn ngày sau, nó rời Moji hộ tống một đoàn tàu vận tải hướng đến Cao Hùng, Đài Loan. Đoàn tàu vận tải bị tàu ngầm Mỹ USS Pogy phát hiện ngoài khơi Đài Loan, và Minekaze bị trúng ngư lôi và chìm vào ngày 10 tháng 2 năm 1944 cách Wu-shih Pi khoảng 11 km (7 dặm) về phía Đông Nam, thuộc Đài Loan, ở tọa độ 23°12′B 121°30′Đ / 23,2°B 121,5°Đ..
Minekaze được rút khỏi danh sách Đăng bạ Hải quân vào ngày 31 tháng 3 năm 1944.

## Danh sách thuyền trưởng
- Thiếu tá Shinpei Kida (sĩ quan trang bị trưởng): 1 tháng 4 năm 1919 - 29 tháng 5 năm 1920
- Thiếu tá Shinpei Kida: 29 tháng 5 năm 1920 - 1 tháng 12 năm 1922 (thăng Trung tá 1 tháng 12 năm 1920)
- Thiếu tá Sadae Chiya: 1 tháng 12 năm 1922 - 1 tháng 12 năm 1924 (thăng Trung tá 1 tháng 12 năm 1923)
- Thiếu tá Shigeji Homoto: 1 tháng 12 năm 1924 - 1 tháng 12 năm 1925
- Trung tá Isao Todo: 1 tháng 12 năm 1925 - 1 tháng 12 năm 1926
- Thiếu tá Tetsuri Kobayashi: 1 tháng 12 năm 1926 - 1 tháng 12 năm 1927
- Thiếu tá Keikichi Chigusa: 1 tháng 12 năm 1927 - 10 tháng 12 năm 1928
- Thiếu tá Tsutomu Shibata: 10 tháng 12 năm 1928 - 30 tháng 11 năm 1929
- Thiếu tá Masami Ban: 30 tháng 11 năm 1929 - 20 tháng 11 năm 1930
- Thiếu tá Torazo Kozai: 20 tháng 11 năm 1930 - 1 tháng 12 năm 1932
- Thiếu tá Moichi Narita: 1 tháng 12 năm 1932 - 15 tháng 11 năm 1934
- Thiếu tá Keisaku Mori: 15 tháng 11 năm 1934 - 1 tháng 4 năm 1935
- Lực lượng dự bị: 1 tháng 4 năm 1935 - 15 tháng 6 năm 1936
- Trung tá Minegoro Kameyama: 15 tháng 6 năm 1936 - 1 tháng 3 năm 1937
- Thiếu tá Koushichi Sugioka: 1 tháng 3 năm 1937 - 25 tháng 8 năm 1938
- Thiếu tá Yasuatsu Suzuki: 25 tháng 8 năm 1938 - 10 tháng 11 năm 1938
- Lực lượng dự bị: 10 tháng 11 năm 1938 - 15 tháng 11 năm 1940
- Thiếu tá Takuji Mori: 15 tháng 11 năm 1940 - 10 tháng 4 năm 1941
- Thiếu tá Masaaki Kimotsuki: 10 tháng 4 năm 1941 - 10 tháng 9 năm 1941
- Thiếu tá Tomokazu Wakasugi: 10 tháng 9 năm 1941 - 1 tháng 8 năm 1942
- Thiếu tá Ietaka Inuzuka: 1 tháng 8 năm 1942 - 18 tháng 5 năm 1943
- Thiếu tá Morio Goga: 18 tháng 5 năm 1943 - 1 tháng 12 năm 1943
- Thiếu tá Masajiro Imaizumi: 1 tháng 12 năm 1943 - 10 tháng 2 năm 1944 (tử trận)